# Neo Zone
Neo Zone – drugi koreański album studyjny NCT 127 – podgrupy południowokoreańskiego boysbandu NCT (trzeci łącznie). Ukazał się 6 marca 2020 roku, był dystrybuowany przez Dreamus w Korei Południowej. Płytę promował singel „Kick It” (kor. 영웅 (英雄; Kick It)). W powstaniu albumu uczestniczyli wszyscy członkowie, w tym Jungwoo, który miał przerwę w aktywności w 2019 roku z powodu problemów zdrowotnych. 
Album został poszerzony o cztery nowe utwory i wydany ponownie 19 maja 2020 roku pod nowym tytułem Neo Zone: The Final Round. Płytę promował singel „Punch”.

## Lista utworów

### Neo Zone
| CD  | CD                                                                        | CD | CD | CD                                                     | CD      |
| Nr  | Tytuł utworu                                                              | Tekst | Kompozycja                                                                                              | Aranżacja                                              | Długość |
| --- | ------------------------------------------------------------------------- | --- | --- | ------------------------------------------------------ | ------- |
| 1.  | „Elevator (127F)”                                                         | Cheon Song-yi (Joombas)                                                                                   | Sly, Max Wolfgang, Shae Jacobs                                                                          | Sly, Max Wolfgang, Shae Jacobs                         | 3:29    |
| 2.  | „Yeong-ung (Kick It)” (kor. 영웅 (英雄; Kick It))                         | WOTAN, Rick Bridges, danke (lalala studio)                                                                | Dwayne “Dem Jointz” Abernathy Jr., Mayila Jones, Rodnae “Chikk” Bell, Deez, Yoo Young-jin, Ryan S. Jhun | Dwayne “Dem Jointz” Abernathy Jr., Deez, Yoo Young-jin | 3:53    |
| 3.  | „Kkum (Boom)” (kor. 꿈 (Boom))                                            | Seo Ji-eum                                                                                                | Kevin White, Mike Woods, Andrew Bazzi, MZMC                                                             | Rice N' Peas                                           | 3:29    |
| 4.  | „Natjam (Pandora's Box)” (kor. 낮잠 (Pandora's Box))                      | JQ (Makeumine Works), Hyeon Ji-won (Makeumine Works), Kim Hye-ji (Makeumine Works), Taeyong, Mark, Johnny | Erik Lidbom                                                                                             | Erik Lidbom                                            | 4:09    |
| 5.  | „Interlude: Neo Zone”                                                     | | SQUAR (Blur)                                                                                            | SQUAR (Blur)                                           | 1:39    |
| 6.  | „Day Dream (Baegilmong)” (kor. Day Dream (白日夢))                        | Hwang Yoo-bin                                                                                             | Jeffrey Thomas, Hannah Wilson, Ariowa Irosogie, Andrew Beckner                                          | Jeffrey Thomas                                         | 3:25    |
| 7.  | „Ppul (Mad Dog)” (kor. 뿔 (Mad Dog)) (wyk. Taeil, Doyoung, Mark, Taeyong) | Kim Boo-min, Taeyong, Mark                                                                                | Hitchhiker, Charles Stephens, John Fulford, Christopher Newland                                         | Hitchhiker                                             | 3:03    |
| 8.  | „Sit Down!”                                                               | Hwang Yoo-bin, Tommy $trate                                                                               | Harvey Mason Jr., Kevin Randolph, Dewain Whitmore, Patrick “J Que” Smith, Britt Burton                  | Harvey Mason Jr., Kevin Randolph                       | 3:20    |
| 9.  | „Meari (Love Me Now)” (kor. 메아리 (Love Me Now))                         | Le'mon (Joombas), Rick Bridges                                                                            | Mike Daley, Mitchell Owens, Deez, Wilbart “Vedo” McCoy III                                              | Mike Daley, Mitchell Owens                             | 4:08    |
| 10. | „Usan (Love Song)” (kor. 우산 (Love Song))                                | Seo Ji-eum, Taeyong, Mark, Johnny                                                                         | The Stereotypes, Deez, Bianca "Blush" Atterberry                                                        | The Stereotypes, Deez                                  | 3:35    |
| 11. | „Baegya (White Night)” (kor. 백야(White Night))                           | Ji Yu-ri, JQ (Makeumine Works), Kim Hye-jung (Makeumine Works)                                            | Kenzie, Harvey Mason Jr., Kevin Randolph, Dewain Whitmore, Ester Na, Sadie Currey                       | Harvey Mason Jr., Kevin Randolph                       | 4:03    |
| 12. | „Not Alone”                                                               | Jo Yoon-kyung                                                                                             | Nicki Adamsson, Michael Matosic, Michelle Buzz                                                          | Nicki Adamsson                                         | 3:45    |
| 13. | „Dreams Come True”                                                        | Kim Woo-jung, Lee Chang-hyuk (JamFactory), Min Yeon-jae, January 8th, Lee Hyo-jae (lalala Studio)         | Greg Bonnick, Hayden Chapman, Deez, Bobii Lewis                                                         | LDN Noise, Deez                                        | 3:45    |

### Neo Zone: The Final Round
| CD  | CD | CD | CD | CD                                                             | CD      |
| Nr  | Tytuł utworu                                                                                                   | Tekst | Kompozycja                                                                                              | Aranżacja                                                      | Długość |
| --- | --- | --- | --- | -------------------------------------------------------------- | ------- |
| 1.  | „Punch” | Kenzie | Kenzie, Dwayne “Dem Jointz” Abernathy Jr., Keynon "KC" Moore                                            | Kenzie, Dwayne “Dem Jointz” Abernathy Jr., Alawn, Ryan S. Jhun | 3:24    |
| 2.  | „Non Stop” | Kenzie | Kenzie, Greg Bonnick, Hayden Chapman, Adrian Mckinnon                                                   | LDN Noise                                                      | 3:24    |
| 3.  | „Seogok (Prelude)” (kor. 서곡 (序曲; Prelude))                                                                 | | Deez, Dwayne “Dem Jointz” Abernathy Jr., Yoo Young-jin                                                  | Deez                                                           | 1:45    |
| 4.  | „Yeong-ung (Kick It)” (kor. 영웅 (英雄; Kick It))                                                              | WOTAN, Rick Bridges, danke (lalala studio)                                                                | Dwayne “Dem Jointz” Abernathy Jr., Mayila Jones, Rodnae “Chikk” Bell, Deez, Yoo Young-jin, Ryan S. Jhun | Dwayne “Dem Jointz” Abernathy Jr., Deez, Yoo Young-jin         | 3:53    |
| 5.  | „Kkum (Boom)” (kor. 꿈 (Boom))                                                                                 | Seo Ji-eum                                                                                                | Kevin White, Mike Woods, Andrew Bazzi, MZMC                                                             | Rice N' Peas                                                   | 3:29    |
| 6.  | „Natjam (Pandora's Box)” (kor. 낮잠 (Pandora's Box))                                                           | JQ (Makeumine Works), Hyeon Ji-won (Makeumine Works), Kim Hye-ji (Makeumine Works), Taeyong, Mark, Johnny | Erik Lidbom                                                                                             | Erik Lidbom                                                    | 4:09    |
| 7.  | „Day Dream (Baegilmong)” (kor. Day Dream (白日夢))                                                             | Hwang Yoo-bin                                                                                             | Jeffrey Thomas, Hannah Wilson, Ariowa Irosogie, Andrew Beckner                                          | Jeffrey Thomas                                                 | 3:25    |
| 8.  | „Neoui Haru (Make Your Day)” (kor. 너의 하루 (Make Your Day)) (wyk. Taeil, Doyoung, Jaehyun, Jungwoo, Haechan) | Seo Ji-eum                                                                                                | Andrew Choi, minGtion                                                                                   | minGtion                                                       | 3:35    |
| 9.  | „Interlude: Neo Zone”                                                                                          | | SQUAR (Blur)                                                                                            | SQUAR (Blur)                                                   | 1:39    |
| 10. | „Ppul (Mad Dog)” (kor. 뿔 (Mad Dog)) (wyk. Taeil, Doyoung, Mark, Taeyong)                                      | Kim Boo-min, Taeyong, Mark                                                                                | Hitchhiker, Charles Stephens, John Fulford, Christopher Newland                                         | Hitchhiker                                                     | 3:03    |
| 11. | „Sit Down!” | Hwang Yoo-bin, Tommy $trate                                                                               | Harvey Mason Jr., Kevin Randolph, Dewain Whitmore, Patrick “J Que” Smith, Britt Burton                  | Harvey Mason Jr., Kevin Randolph                               | 3:20    |
| 12. | „Meari (Love Me Now)” (kor. 메아리 (Love Me Now))                                                              | Le'mon (Joombas), Rick Bridges                                                                            | Mike Daley, Mitchell Owens, Deez, Wilbart “Vedo” McCoy III                                              | Mike Daley, Mitchell Owens                                     | 4:08    |
| 13. | „Usan (Love Song)” (kor. 우산 (Love Song))                                                                     | Seo Ji-eum, Taeyong, Mark, Johnny                                                                         | The Stereotypes, Deez, Bianca "Blush" Atterberry                                                        | The Stereotypes, Deez                                          | 3:35    |
| 14. | „Baegya (White Night)” (kor. 백야(White Night))                                                                | Ji Yu-ri, JQ (Makeumine Works), Kim Hye-jung (Makeumine Works)                                            | Kenzie, Harvey Mason Jr., Kevin Randolph, Dewain Whitmore, Ester Na, Sadie Currey                       | Harvey Mason Jr., Kevin Randolph                               | 4:03    |
| 15. | „Not Alone” | Jo Yoon-kyung                                                                                             | Nicki Adamsson, Michael Matosic, Michelle Buzz                                                          | Nicki Adamsson                                                 | 3:45    |
| 16. | „Dreams Come True”                                                                                             | Kim Woo-jung, Lee Chang-hyuk (JamFactory), Min Yeon-jae, January 8th, Lee Hyo-jae (lalala Studio)         | Greg Bonnick, Hayden Chapman, Deez, Bobii Lewis                                                         | LDN Noise, Deez                                                | 3:45    |
| 17. | „Elevator (127F)”                                                                                              | Cheon Song-yi (Joombas)                                                                                   | Sly, Max Wolfgang, Shae Jacobs                                                                          | Sly, Max Wolfgang, Shae Jacobs                                 | 3:29    |

## Nagrody w programach muzycznych
| Program           | Data          | Źródło |
| ----------------- | ------------- | ------ |
| Music Bank (KBS2) | 27 marca 2020 | [ 4 ]  |

| Program                | Data           | Źródło |
| ---------------------- | -------------- | ------ |
| M Countdown (Mnet)     | 28 maja 2020   | [ 5 ]  |
| M Countdown (Mnet)     | 4 czerwca 2020 | [ 6 ]  |
| Music Bank (KBS2)      | 29 maja 2020   | [ 7 ]  |
| Show! Music Core (MBC) | 30 maja 2020   | [ 8 ]  |

## Sprzedaż i certyfikaty
| Kraj                    | Sprzedaż                            | Certyfikat                             |
| ----------------------- | ----------------------------------- | -------------------------------------- |
| Korea Południowa (Gaon) | Neo Zone: 918 440+                  | 3xPlatinum (Neo Zone)                  |
| Korea Południowa (Gaon) | Neo Zone: The Final Round: 652 585+ | 2xPlatinum (Neo Zone: The Final Round) |
| Japonia (Oricon)        | 58 971                              |                                        |
| USA (Billboard)         | 249 000                             |                                        |